# ハルビン南駅
ハルビン南駅（哈爾浜南駅、ハルビンみなみえき 簡体字中国語:哈尔滨南站）は、中華人民共和国黒龍江省哈爾浜市南崗区にある中国鉄路総公司(CR)の駅。
本項では、近接するハルビン地下鉄の哈南站駅についても記述する。

## 利用可能な鉄道路線
中国鉄路総公司
王孫線
ハルビン地下鉄
■1号線

## 歴史
- 1992年 中国国鉄（現：中国鉄路総公司）ハルビン南駅開業。
- 2013年9月26日 ハルビン地下鉄哈南駅開業[1]。

## 駅構造

### 中国鉄路総公司
地上駅。

### ハルビン地下鉄
地下2階構造。B2Fにプラットホーム（島式1面2線）、B1Fに改札口がある。